# Les Tallades
Les Tallades és un indret del terme municipal de la Torre de Cabdella, dins de l'antic terme de la Pobleta de Bellveí, al Pallars Jussà.
Està situat a ponent de la Pobleta de Bellveí, a la dreta del Flamisell, al vessant de la muntanya on es troben les Bordes d'Estavill i, més amunt, el mateix poble d'Estavill.